# Spanish Fork
Spanish Fork (en español: Tenedor Español) es una ciudad ubicada en el condado de Utah en el estado estadounidense de Utah. En el año 2000 tenía una población de 31.497 habitantes. Spanish Fork se localiza dentro de los límites metropolitanos de las ciudades de Provo/Orem.

## Geografía
Spanish Fork se encuentra ubicado en las coordenadas 40°9′46″N 111°36′15″O / 40.16278, -111.60417. Según la Oficina del Censo, la localidad tiene un área total de 29,9 km² (11,5 mi²), de la cual 99,45% es tierra.

## Demografía
Según la Oficina del Censo en 2000, había 31.497 personas y 7.359 familias residentes en el lugar, 90.2% de los cuales eran personas de raza blanca.
Según la Oficina del Censo en 2000 los ingresos medios por hogar en la localidad eran de $62,805, y los ingresos medios por familia eran $64,909. La renta per cápita para la localidad era de $17,162. Alrededor del 6.2% de la población de Spanish Fork estaba por debajo del umbral de pobreza.